# Рудковская, Яна Александровна
Я́на Алекса́ндровна Рудко́вская (род. 2 января 1975, Кустанай, Кустанайская область, Казахская ССР) — российская телеведущая, музыкальный продюсер, предприниматель. Бывший продюсер Димы Билана.

## Биография
Родилась в 1975 году в городе Кустанае (ныне Костанай) Кустанайской области Казахской ССР в семье военного. Отец — Александр Евгеньевич Рудковский, украинец; мать — Светлана Николаевна, русская. Почти сразу после её рождения отца отправили в командировку в Барнаул, где Яна выросла и в 1992 году окончила среднюю школу № 55.
Рудковская получила высшее образование, окончив Алтайский государственный медицинский университет по специальности «врач-дерматовенеролог» и специализации «аппаратная и лечебная косметология».
Занимает должность генерального директора сети салонов красоты «Franck Provost» в России. Свой бизнес, связанный с салонами, ведёт с 1998 года, сразу после окончания университета. В период с 1998 по 2001 годы владела сетью салонов «Французская студия красоты». В 2001 году Рудковская выкупила эксклюзивное право на бренд «Franck Provost» в России, а в 2002 году открыла три салона этой сети в Сочи. 16 декабря 2004 года появился филиал «Franck Provost» в Москве.[значимость факта?]

Бутик La Scala Яны Рудковской в Сочи

В 2003 году Рудковская основала «Grand La Scala Fashion Group» — сеть магазинов по продаже одежды популярных брендов («Gucci», «Dolce & Gabbana», «Yves Saint Laurent», «Roberto Cavalli», «Dsquared²» и другие).
В 2004 году итальянский журнал «Fashion» опубликовал статью, в которой называл Рудковскую первой и единственной бизнесвумен, работающей в сфере моды на юге России[значимость факта?].
С конца 2005 год занялась шоу-бизнесом, став продюсером российского певца Димы Билана.
В 2007 году продюсировала музыкальное шоу «СТС зажигает суперзвезду», где также являлась председателем жюри. В дальнейшем занималась продвижением певиц Алексы и Сабрины (бывшая солистка группы «Тутси»).
Снялась в клипах Димы Билана «Невозможное возможно», «Number one fan» и «Believe» и в сериале «Клуб» на MTV Россия. В 2007 году запустила собственный телевизионный проект «Обнажённый Show-biz», посвящённый тайнам российского шоу-бизнеса.
В 2008 году стала призёром премии «Звуковая дорожка» как лучший продюсер года. В марте стала лицом торговой марки «Climona» и получила премию телеканала Fashion TV, как самый стильный продюсер. В апреле получила «Золотой каблучок», премию в области стиля, красоты и грации. В мае получила премию «Бриллиантовая шпилька». В сентябре участвовала в проекте телеканала «Россия-1» «Звёздный лёд».
В 2009 году выпустила книгу «Исповедь содержанки». В ней Рудковская рассказывает о своём детстве и первых успехах в фэшн-бизнесе. По словам критиков, в книге полностью обойдены такие важные в реальной продюсерской жизни области, как финансовые взаимоотношения с артистом, контакты с властными и криминальными структурами.
В 2023 году приняла участие в 4 сезоне шоу «Маска» на НТВ в образе Лисёнка. В третьем выпуске, вышедшем в эфир 26 февраля 2023 года, маска Лисёнка была разоблачена.

## Личная жизнь

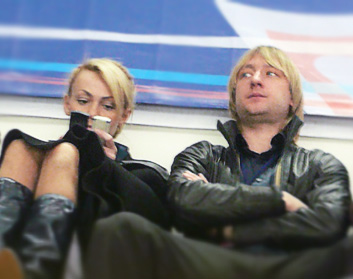
Яна Рудковская и Евгений Плющенко на турнире «Cup of Russia 2008»

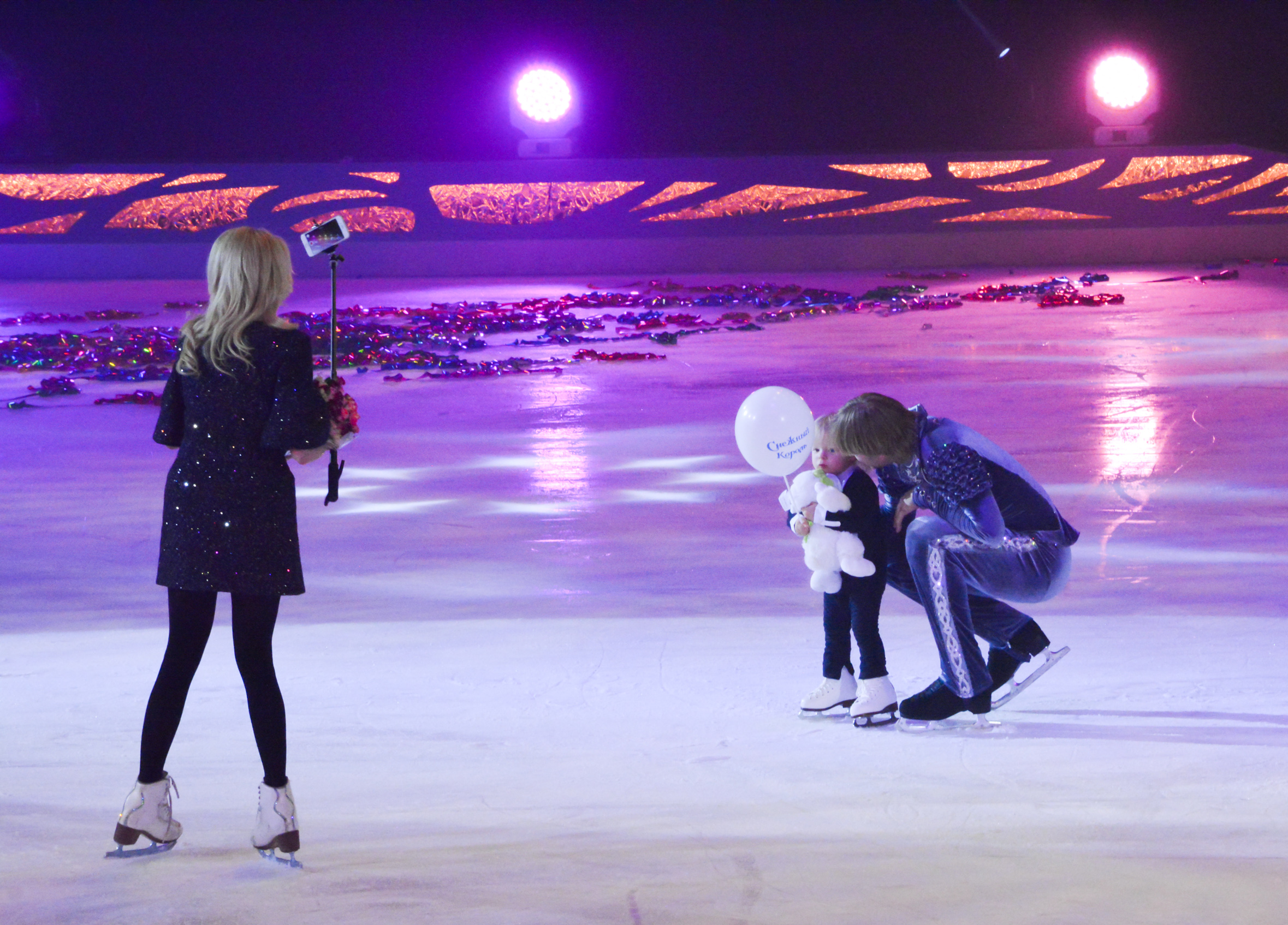
Яна Рудковская и Евгений Плющенко с сыном Александром (2015).

Отец — Александр Евгеньевич Рудковский. Военный лётчик, первый директор Барнаульской специальной школы-интерната с первоначальной лётной подготовкой. Мать — Светлана Николаевна Рудковская. Врач-невролог, кандидат медицинских наук.
Первый фактический муж Рудковской — Евгений Анатольевич Мухин, бизнесмен. Переехала с ним из Барнаула в Сочи.
5 октября 2001 года вышла замуж за миллионера Виктора Батурина, родного брата Елены Батуриной, с которым познакомилась в Сочи на футбольном матче. 29 апреля 2008 года супруги развелись — по словам Рудковской, она прошла 221 суд.
Сыновья Андрей (род. 15 сентября 2001) и Николай (род. 28 июня 2002). 25 декабря 2011 года Рудковская публично признала, что Андрей — приёмный, его мать — первая жена Батурина Юлия Салтовец.
12 сентября 2009 года вышла замуж за олимпийского чемпиона по фигурному катанию Евгения Плющенко. С ним Рудковская начала публичные отношения после участия Димы Билана в «Евровидении 2008»: Плющенко участвовал в выступлении певца. 6 января 2013 года у супругов родился сын Александр, крёстным отцом стал Билан. В 2017 году Плющенко и Рудковская обвенчались в церкви.
25 сентября 2020 года от суррогатной матери у Яны и Евгения Плющенко родился второй сын Арсений.
Рудковская — крёстная мать Алеси Кафельниковой, дочери теннисиста Евгения Кафельникова.

## Общественная позиция
В 2022 году поддержала нападение России на Украину. 15 января 2023 года была внесена в санкционный список Украины лиц «которые публично призывают к агрессивной войне, оправдывают и признают законной вооруженную агрессию РФ против Украины, временную оккупацию территории Украины». Также была внесена ФБК в список коррупционеров и разжигателей войны за публичную поддержку действиям российской армии на Украине.